# 2.ª etapa de la Vuelta a España 2021
La 2.ª etapa de la Vuelta a España 2021 tuvo lugar el 15 de agosto de 2021 entre Caleruega y Burgos sobre un recorrido de 166,7 km y fue ganada por el belga Jasper Philipsen del equipo Alpecin-Fenix. El esloveno Primož Roglič consiguió mantener el liderato.

## Clasificación de la etapa
| Caleruega - Burgos | etapa llana | (166,7 km) |

| \| Clasificación de la etapa \| Clasificación de la etapa \| Clasificación de la etapa \| Clasificación de la etapa \| Clasificación de la etapa \| \| Ciclista \| Ciclista \| Equipo \| Tiempo \| \| \| ------------------------- \| ------------------------- \| ---------------------------------- \| ------------------------- \| ------------------------- \| \| 1.º \| Jasper Philipsen \| Alpecin-Fenix \| 3 h 58 min 57 s \| \| \| 2.º \| Fabio Jakobsen \| Deceuninck-Quick Step \| + 0 s \| \| \| 3.º \| Michael Matthews \| BikeExchange \| + 0 s \| \| \| 4.º \| Juan Sebastián Molano \| UAE Team Emirates \| + 0 s \| \| \| 5.º \| Alex Aranburu \| Astana-Premier Tech \| + 0 s \| \| \| 6.º \| Jon Aberasturi \| Caja Rural-Seguros RGA \| + 0 s \| \| \| 7.º \| Martin Laas \| Bora-Hansgrohe \| + 0 s \| \| \| 8.º \| Riccardo Minali \| Intermarché-Wanty-Gobert Matériaux \| + 0 s \| \| \| 9.º \| Florian Vermeersch \| Lotto-Soudal \| + 0 s \| \| \| 10.º \| Piet Allegaert \| Cofidis \| + 0 s \| \| |                       |                                    |                 |
| |                       |                                    |                 |
| Fuente: ProCyclingStats |                       |                                    |                 |
| Clasificación de la etapa |                       |                                    |                 |
| Ciclista | Ciclista              | Equipo                             | Tiempo          |
| 1.º | Jasper Philipsen      | Alpecin-Fenix                      | 3 h 58 min 57 s |
| 2.º | Fabio Jakobsen        | Deceuninck-Quick Step              | + 0 s           |
| 3.º | Michael Matthews      | BikeExchange                       | + 0 s           |
| 4.º | Juan Sebastián Molano | UAE Team Emirates                  | + 0 s           |
| 5.º | Alex Aranburu         | Astana-Premier Tech                | + 0 s           |
| 6.º | Jon Aberasturi        | Caja Rural-Seguros RGA             | + 0 s           |
| 7.º | Martin Laas           | Bora-Hansgrohe                     | + 0 s           |
| 8.º | Riccardo Minali       | Intermarché-Wanty-Gobert Matériaux | + 0 s           |
| 9.º | Florian Vermeersch    | Lotto-Soudal                       | + 0 s           |
| 10.º | Piet Allegaert        | Cofidis                            | + 0 s           |

## Clasificaciones al final de la etapa

### Clasificación general
| \| Clasificación general \| Clasificación general \| Clasificación general \| Clasificación general \| Clasificación general \| \| Ciclista \| Ciclista \| Equipo \| Tiempo \| \| \| --------------------- \| --------------------- \| --------------------- \| --------------------- \| --------------------- \| \| 1.º \| Primož Roglič \| Jumbo-Visma \| 4 h 07 min 29 s \| \| \| 2.º \| Alex Aranburu \| Astana-Premier Tech \| + 4 s \| \| \| 3.º \| Michael Matthews \| BikeExchange \| + 10 s \| \| \| 4.º \| Josef Černý \| Deceuninck-Quick Step \| + 10 s \| \| \| 5.º \| Dylan van Baarle \| Ineos Grenadiers \| + 11 s \| \| \| 6.º \| Andrea Bagioli \| Deceuninck-Quick Step \| + 12 s \| \| \| 7.º \| Aleksandr Vlásov \| Astana-Premier Tech \| + 14 s \| \| \| 8.º \| Jan Polanc \| UAE Team Emirates \| + 15 s \| \| \| 9.º \| Sepp Kuss \| Jumbo-Visma \| + 15 s \| \| \| 10.º \| Chad Haga \| Team DSM \| + 17 s \| \| |                  |                       |                 |
| |                  |                       |                 |
| Fuente: ProCyclingStats |                  |                       |                 |
| Clasificación general |                  |                       |                 |
| Ciclista | Ciclista         | Equipo                | Tiempo          |
| 1.º | Primož Roglič    | Jumbo-Visma           | 4 h 07 min 29 s |
| 2.º | Alex Aranburu    | Astana-Premier Tech   | + 4 s           |
| 3.º | Michael Matthews | BikeExchange          | + 10 s          |
| 4.º | Josef Černý      | Deceuninck-Quick Step | + 10 s          |
| 5.º | Dylan van Baarle | Ineos Grenadiers      | + 11 s          |
| 6.º | Andrea Bagioli   | Deceuninck-Quick Step | + 12 s          |
| 7.º | Aleksandr Vlásov | Astana-Premier Tech   | + 14 s          |
| 8.º | Jan Polanc       | UAE Team Emirates     | + 15 s          |
| 9.º | Sepp Kuss        | Jumbo-Visma           | + 15 s          |
| 10.º | Chad Haga        | Team DSM              | + 17 s          |

### Clasificación por puntos
| Clasificación por puntos | Clasificación por puntos | Clasificación por puntos | Clasificación por puntos | Clasificación por puntos |
| Ciclista                 | Ciclista                 | Equipo                   | Puntos                   |                          |
| ------------------------ | ------------------------ | ------------------------ | ------------------------ | ------------------------ |
| 1.º                      | Jasper Philipsen         | Alpecin-Fenix            | 50 pts                   |                          |
| 2.º                      | Fabio Jakobsen           | Deceuninck-Quick Step    | 50 pts                   |                          |
| 3.º                      | Alex Aranburu            | Astana-Premier Tech      | 50 pts                   |                          |
| 4.º                      | Michael Matthews         | BikeExchange             | 27 pts                   |                          |
| 5.º                      | Primož Roglič            | Jumbo-Visma              | 20 pts                   |                          |
| 6.º                      | Juan Sebastián Molano    | UAE Team Emirates        | 18 pts                   |                          |
| 7.º                      | Bert Van Lerberghe       | Deceuninck-Quick Step    | 15 pts                   |                          |
| 8.º                      | Jan Tratnik              | Bahrain Victorious       | 15 pts                   |                          |
| 9.º                      | Jon Aberasturi           | Caja Rural-Seguros RGA   | 14 pts                   |                          |
| 10.º                     | Omar Fraile              | Astana-Premier Tech      | 13 pts                   |                          |

### Clasificación de la montaña
| Clasificación de la montaña | Clasificación de la montaña | Clasificación de la montaña | Clasificación de la montaña | Clasificación de la montaña |
| Ciclista                    | Ciclista                    | Equipo                      | Puntos                      |                             |
| --------------------------- | --------------------------- | --------------------------- | --------------------------- | --------------------------- |
| 1.º                         | Sepp Kuss                   | Jumbo-Visma                 | 3 pts                       |                             |
| 2.º                         | Sep Vanmarcke               | Israel Start-Up Nation      | 2 pts                       |                             |
| 3.º                         | Rui Oliveira                | UAE Team Emirates           | 1 pt                        |                             |

### Clasificación de los jóvenes
| Clasificación del mejor joven | Clasificación del mejor joven | Clasificación del mejor joven | Clasificación del mejor joven | Clasificación del mejor joven |
| Ciclista                      | Ciclista                      | Equipo                        | Tiempo                        |                               |
| ----------------------------- | ----------------------------- | ----------------------------- | ----------------------------- | ----------------------------- |
| 1.º                           | Andrea Bagioli                | Deceuninck-Quick Step         | 4 h 07 min 41 s               |                               |
| 2.º                           | Aleksandr Vlásov              | Astana-Premier Tech           | + 2 s                         |                               |
| 3.º                           | Clément Champoussin           | AG2R Citroën Team             | + 8 s                         |                               |
| 4.º                           | Gino Mäder                    | Bahrain Victorious            | + 11 s                        |                               |
| 5.º                           | Florian Vermeersch            | Lotto-Soudal                  | + 13 s                        |                               |
| 6.º                           | Egan Bernal                   | Ineos Grenadiers              | + 15 s                        |                               |
| 7.º                           | Mauri Vansevenant             | Deceuninck-Quick Step         | + 16 s                        |                               |
| 8.º                           | Tobias Bayer                  | Alpecin-Fenix                 | + 21 s                        |                               |
| 9.º                           | Alberto Dainese               | Team DSM                      | + 26 s                        |                               |
| 10.º                          | Fabio Jakobsen                | Deceuninck-Quick Step         | + 33 s                        |                               |

### Clasificación por equipos
| Clasificación por equipos | Clasificación por equipos | Clasificación por equipos | Clasificación por equipos |
| Equipo                    | Equipo                    | Tiempo                    |                           |
| ------------------------- | ------------------------- | ------------------------- | ------------------------- |
| 1.º                       | Jumbo-Visma               | 12 h 23 min 04 s          |                           |
| 2.º                       | Astana-Premier Tech       | + 6 s                     |                           |
| 3.º                       | Deceuninck-Quick Step     | + 10 s                    |                           |
| 4.º                       | Bahrain Victorious        | + 13 s                    |                           |
| 5.º                       | Ineos Grenadiers          | + 16 s                    |                           |
| 6.º                       | Team DSM                  | + 20 s                    |                           |
| 7.º                       | UAE Team Emirates         | + 22 s                    |                           |
| 8.º                       | Movistar Team             | + 26 s                    |                           |
| 9.º                       | Bora-Hansgrohe            | + 41 s                    |                           |
| 10.º                      | Team BikeExchange         | + 45 s                    |                           |

## Abandonos
Ninguno.